# RSE 51–52
Die beiden schmalspurigen Tenderlokomotiven RSE 51–52 der Rhein-Sieg-Eisenbahn (RSE) waren Dampflokomotiven für den schweren Güterzugbetrieb und wurden von Jung 1924 gebaut. Sie waren bis 1965 in Betrieb. Es ist keine Lokomotive erhalten geblieben.

## Geschichte
Anfang der 1920er Jahre benötigte die Rhein-Sieg-Eisenbahn schwerere und stärkere Lokomotiven, als es die vorhandenen BTE 3–5 waren. So entstand unter maßgeblicher Entwicklungsarbeit von Friedrich Werle von der Lokomotivfabrik Jung neben zwei etwa gleich großen Maschine bei Borsig eine sechsachsige Lokomotive. Davon wurden zwei Lokomotiven geliefert, die als RSE 51–52 bezeichnet wurden.
Die Lokomotiven waren an der Rauchkammer so verbaut, dass Reparaturen sehr schwierig waren. Bei der ersten Hauptausbesserung wurde der Vorwärmer ausgebaut. Die Lokomotiven erhielten zur Kesselspeisung zwei Strahlpumpen. Später wurde auf die Riggenbach-Gegendruckbremse verzichtet. Die 51 erhielt 1956 eine Ölfeuerung, 1959 folgte die zweite Lokomotive. 1965 und 1966 wurden beide Lokomotiven ausgemustert.

## Konstruktion
Der Blechrahmen bestand aus einer Nietkonstruktion. Bei den Antriebsachsen war die vierte die Treibachse. Das bedingte eine lange Treibstange. Die Laufachsen waren je in einem Bisselgestell geführt, dafür konstruierte Jung eine vereinfachte Rückstellvorrichtung. Der Wasservorrat war ausschließlich in den beiden seitlichen Kästen untergebracht, die vorn geringfügig abgeschrägt waren. Der Kohlenvorrat war hinter dem Führerhaus gebunkert.
Der Dampflokkessel beinhaltete 72 Heiz- und 33 Rauchrohre sowie einen Überhitzer Bauart Schmidt. In der Rauchkammer war zusätzlich ein Rauchgasvorwärmer sowie ein flacher Abdampfvorwärmer vorhanden. Bei der Heusinger-Steuerung mit Kolbenschieber wurde der Kreuzkopf einschienig auf der Gleitbahn geführt.
Der Kessel besaß einen Dampfdom sowie davor dahinter je ein Sandkasten. Pro Triebwerksseite gab es vier Sandfallrohre, es wurden die erste und die dritte Achse beidseitig gesandet. Zusätzlich war ein Sicherheitsventil Bauart Jung vorhanden.
Ursprünglich waren die Lokomotiven mit Druckluftbremse sowie Riggenbach-Gegendruckbremse ausgerüstet. Es wurden die zweite und vierte Treibachse beidseitig abgebremst. Ferner waren sie mit einem Wasserheber Bauart Körting versehen.